# Veli Kauppinen
Veli Sakari Kauppinen, född 30 maj 1933 i Helsingfors, död där 30 mars 2024, var en finländsk kemist.
Kauppinen blev student 1951, filosofie kandidat 1957, filosofie licentiat 1960 och filosofie doktor i Helsingfors 1964. Han var assistent i biokemi vid Helsingfors universitet 1957–1965, föreläsare i farmaci från 1966, blev docent i biokemi 1967, var kemist vid Folkpensionsanstaltens laboratorium 1965 och 1967, avdelningschef vid Folkhälsolaboratoriet 1967–1972 och professor i biokemi vid Tekniska högskolan i Helsingfors 1972–1985. Han har författat skrifter i biokemi och mikrobiologi.